# Saint-Loup-de-Naud
Saint-Loup-de-Naud é uma comuna francesa localizada na região administrativa da Île-de-France, no departamento Sena e Marne. A comuna possui 806 habitantes segundo o censo de 1990.